# Fat Family
Fat Family é um grupo vocal brasileiro, formada em 1996, em Sorocaba. Inicialmente composto pelos irmãos Sidney, Celinho, Celinha, Simone, Suzete, Kátia e Deise Cipriano. O grupo passou por várias trocas de formação ao longo dos anos. 
Em 1998, eles foram contratados pela gravadora EMI Music e lançaram seu primeiro álbum de estúdio, o homônimo de 1998, que foi certificado com platina pela Pro-Música Brasil (PMB) e produziu singles de sucesso nas rádios, como "Gulosa", "Onde Foi que Eu Errei" e, principalmente, "Jeito Sexy"; sua canção de assinatura. Nessa época, eles também ficaram conhecidos por realizarem uma dança peculiar que consistia nos movimentos de pescoços.
Seu segundo álbum de estúdio, Fat Festa (1999) os manteve em evidência com sucessos como "Madrugada" e "Eu Não Vou" e foi certificado de ouro pela PMB. O disco marcou a entrada de outra irmã, Sueli, na formação. Em 2002, foi liberado Pra Onde For, Me Leve, cuja repercussão foi bem abaixo da dos trabalhos anteriores. O ano de 2005 teve como marca mudanças profundas na estrutura da Fat Family. Sidney e Celinha saíram e o grupo passou por várias formações desde então. Desde 2010, o conjunto passou a incluir à música gospel também em seu repertório.

## História

### 1998–99:Jeito SexyeFat Festa
Inspirados por cantores norte-americanos como Whitney Houston, Chaka Khan, Aretha Franklin e James Brown, assim como pela tradicional música negra estadunidense, o grupo lancou seu primeiro single "Jeito Sexy", (versão de "Shy Guy" de Diana King), de seu álbum de estreia , Fat Family (1998). Álbum este, que sozinho vendeu cerca de 250 mil cópias. Em seu primeiro disco, o Fat Family emplacou vários sucessos, como a regravação de "Killing Me Softly with His Song", gravado originalmente pela cantora estadunidense Roberta Flack; e a canção "Onde Foi Que Eu Errei?", que foi o tema da personagem da atriz Cláudia Jimenez na novela Torre de Babel, da Rede Globo.
No Natal daquele mesmo ano, o grupo fez uma participação especial no seriado Sai de Baixo, onde cantaram a música "Noite Feliz". O grupo também costumava participar de programas de auditório como o Planeta Xuxa e o Domingão do Faustão.
Em 1999, foi a vez da canção "Gulosa", que foi o tema de abertura da novela Andando nas Nuvens, também da Rede Globo. No mesmo ano o grupo recebeu a mais nova integrante, Sueli, formando assim um octeto, e lançaram o segundo CD, intitulado Fat Festa, que vendeu 100 mil cópias, sendo certificado disco de ouro. Os sucessos deste álbum ficaram por conta das canções "Eu Não Vou", "Madrugada", "Fat Family" (versão de "We Are Family", composta por Nile Rodgers para o grupo Sister Sledge) e a regravação acapela de "Oh Happy Day".
No fim do ano foi a vez do grupo estrear nas telonas juntamente com a apresentadora Xuxa Meneghel no filme dela, chamado Xuxa Requebra. No filme, eles interpretaram os "Fat Capangas", que foram contratados pela personagem de Elke Maravilha, que era a antagonista. No final do filme, o grupo cantou a canção "Chegou a Festa", faixa pertencente ao novo CD. Com roupas brancas e posicionados como um coral, foram regidos pela mãe deles, Nelita Cipriano.

### 2001–03:Pra Onde For, Me Leve,Fat Familye mudanças de estilo
Em 2001, o grupo lançou o terceiro álbum pela gravadora EMI Music, intitulado Pra Onde For, Me Leve, vendendo 180 mil cópias. A regravação da faixa "Fim de Tarde", que foi o grande sucesso da cantora Cláudia Telles, também obteve êxito nas rádios. Outros singles foram: "Pra Onde For, Me Leve", "Sem Parar", "Noite de Setembro" (versão de "September" de Earth, Wind and Fire), e "Pudera", gravado primeiramente por Tim Maia. Este foi o último trabalho do grupo pela gravadora EMI. O grupo participava com frequência dos programas Eliana, Programa Raul Gil, Planeta Xuxa e Hebe.
Em 2003, o grupo lançou o quarto CD, intitulado Fat Family, pela gravadora Sum Records. Este álbum do grupo trouxe uma grande variedade de estilos, entre eles o MPB e o gospel. O álbum inteiro foi feito de regravações de grandes sucessos nacionais e internacionais, entre eles "Lilás", de Djavan, "Amor de Índio", de Milton Nascimento, "Força Estranha" de Caetano Veloso, além das regravações gospel, como "Joyful, Joyful" (gravada originalmente para o filme Mudança de Hábito 2), "Poor Pilgrim of Sorrow", "O Homem de Nazareth" e "Deus é o Amor", essa em especial, recebeu também uma versão remixada no mesmo álbum.

### 2003–14: Conversão e afastamento da mídia
O Fat Family se converteu ao evangelicalismo em 2003, na sua própria casa por intermédio de Deise, a irmã caçula. Por onde o grupo passou, em igrejas evangélicas de todo o Brasil, Deise contava como foi a conversão de sua família, sendo ela a primeira. Ela contou que em 2000 foi em um culto na casa do lutador de MMA Vitor Belfort, amigo da família, lá se converteu, e logo depois os outros membros da família também se converteram um por um. Os primeiros foram seus pais, Nelita e Célio. Celinha foi a última a se converter.

### 2014–presente: Retorno midiático e musical
A partir de 2006, o Fat Family ficou um tempo longe da grande mídia, mas nesse período trabalharam arduamente na carreira gospel, cantando em igrejas, festivais, congressos, casamentos, entre outros eventos. Participaram de vários CDs de cantores do gênero, como Pregador Luo, MC Dentinho e Daniel Ribeiro. Participaram também do DVD do grupo Harmonia do Samba, cantando a canção "Apenas Um Toque". 
Em 2014, o grupo recebeu o convite do apresentador Celso Portiolli para participar do quadro Parece Que Foi Ontem, estreando o novo quadro do programa Domingo Legal.
Em 2015, a integrante Kátia recebeu o convite da Rede Record para participar do reality show Além do Peso, do programa Hoje em Dia, porém, deixou o programa na primeira semana, após descobrir que estava grávida de seu terceiro filho.
Em 2016, com o contrato da WB Produções Artísticas, o grupo volta aos palcos, depois de longo período sem gravar. Fez várias participações em programas de TV como Altas Horas, Todo Seu, Legendários e Sabadão com Celso Portiolli. O grupo também se apresentou na Virada Cultural em São Paulo, no mesmo ano. Em 20 de maio do mesmo ano, o grupo lançou a nova canção de trabalho chamada "Mexe Esse Pescoço Aí", cujo clipe teve participação do ator e cantor Thiago Abravanel.
No dia 8 de setembro de 2019, durante o programa Hora do Faro, lançaram a música "Olha Pra Mim" após alguns meses a morte da integrante Deise Cipriano
Em 2020, ainda na pandemia do Covid-19, o Fat Family lançou mais uma nova música "Vibe Fat" (primeira vez em um estúdio sem a presença de Deise) além de serem a Família propaganda do "Plano Family" da Deezer.
Pelo começo de 2022, foram convidados para um feat na regravação da música "Só Depende De Você" do cantor Ferri
Em 2023, as irmãs Simone, Suzete e Katia iniciam a turnê de 25 anos de carreira, fazendo vários shows pelo Brasil, com a participação de Tali (Talita Cipriano, filha de Deise).

## Saídas e carreiras posteriores
Partindo para carreira solo no gênero gospel, Sidney Cipriano foi o primeiro a deixar o grupo. Em 2006, depois de dez anos de carreira com Fat Family, Sidney iniciou sua carreira solo, adotando o nome artístico de Sidney Sinay e gravando um disco gospel em 2007, intitulado Um Novo Homem. Sidney não lançou mais nenhum disco e seguiu apenas cantando em igrejas. 
Celinha saiu em 2006, após dez anos de atividade com o grupo. Houve um chamado de Deus e seguiu sua carreira solo cantando somente músicas gospel e adotando o nome “Celinha Batista” em seus primeiros dois CDs. Já tem quatro CDs gravados, sendo eles, Tua Palavra (2011), Um Novo Tempo (2012), Teu Espírito (2015) e Tua Presença (2020) no terceiro e quarto álbum já usando o nome "Célia Soul". Atualmente, Célia tem gravado novas músicas seguindo do mesmo estilo após sua saída.
Sueli Cipriano deixou o Fat Family pelo começo de 2016, mas não seguiu carreira solo, em vez disso passou a cuidar da saúde de seu pai (também cuidou de Sidney e Deise enquanto estavam internados).

## Vida pessoal

### Cirurgias de Redução do Estômago
Logo após uma longa visita ao Japão onde voltaram com muitas dores pelo corpo, inchaço e falta de ar, os irmãos perceberam que já era tempo de uma grande mudança em suas vidas. Em 1º de fevereiro de 2005, os integrantes Celinho, Suzete e Kátia se submeteram à cirurgia de redução do estômago no mesmo dia. Eles eliminaram juntos 177 kg.

Em 2007, a integrante Simone, também se submeteu a cirurgia feita pelos irmãos Sônia (empresária do grupo e irmã, que fez a cirurgia em 2004), Celinho, Suzete e Kátia.

O irmão mais velho, Sidney Cipriano faleceu em 2011 em decorrência de uma parada cardíaca, após ser vítima de um acidente vascular cerebral.

### Morte de Sidney Cipriano

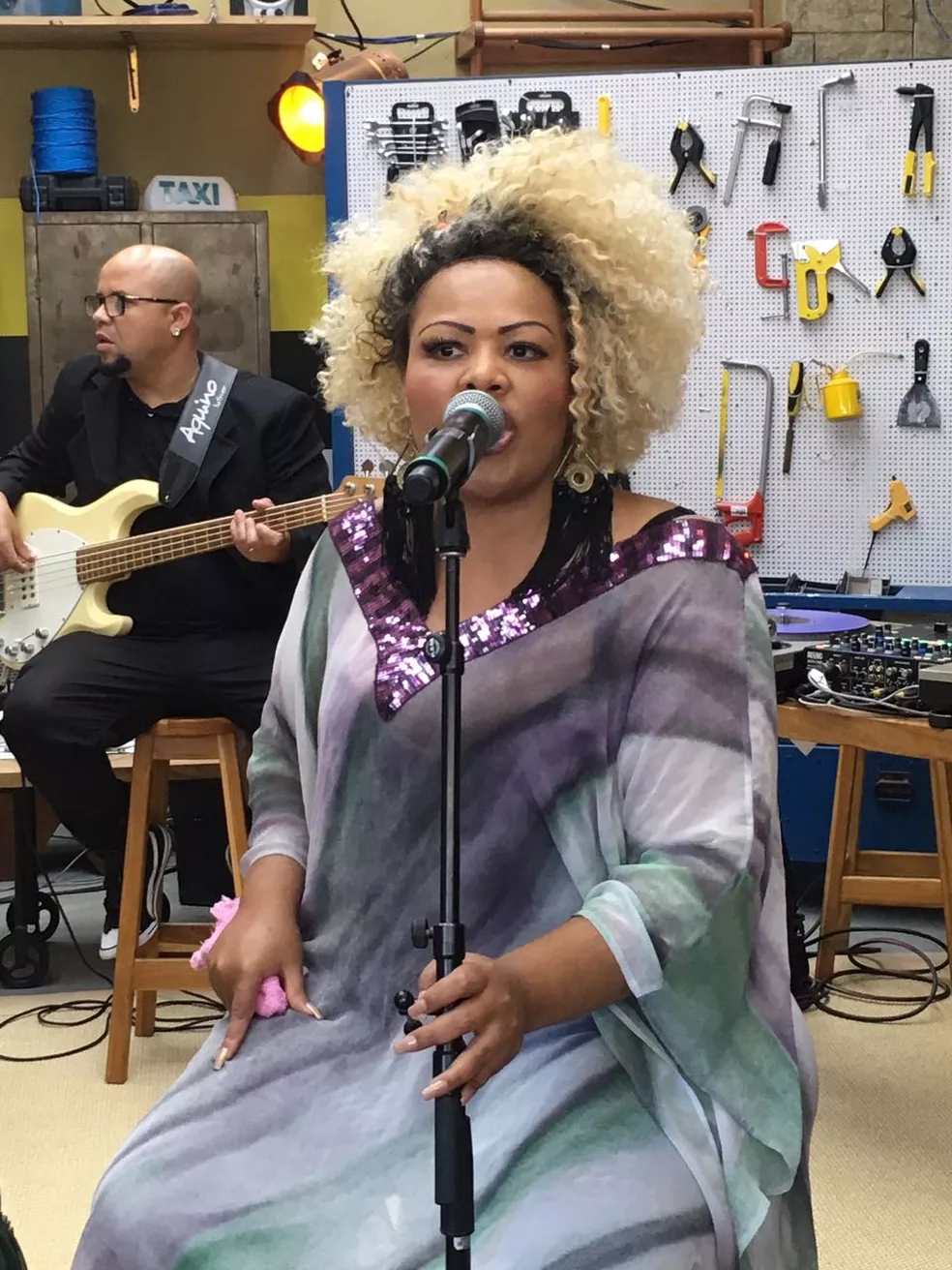
A irmã caçula que integrava o grupo de irmãos, Deise Cipriano, faleceu em 2019, em decorrência de complicações de um câncer no fígado.

De acordo com Sonia Cipriano, irmã do artista e empresária do Fat Family, Sidney Cipriano era hipertenso e diabético. Em 5 de janeiro de 2011, o cantor foi socorrido em sua residência, em Sorocaba, após sofrer um acidente vascular cerebral. Devido a complicações de seu estado de saúde, o músico morreu em 1 de fevereiro de 2011, no Hospital Regional de Sorocaba, aos 46 anos. Ele estava internado desde o dia 7 de janeiro. A causa da morte foi uma parada cardíaca. Foi sepultado no Cemitério da Consolação, em Sorocaba. Sidney Cipriano foi casado por dezesseis anos com Márcia e deixou duas filhas, Daniele e Danila.

### Morte de Deise Cipriano
A cantora Deise Cipriano estava internada no hospital Instituto do Câncer na cidade de São Paulo desde dezembro de 2018, após receber alta depois de ficar internada por quatro meses (24 de agosto a 27 de dezembro de 2018) para tratar o câncer no fígado. Chegou a passar 19 dias em coma.
Desde o início do tratamento contra o câncer, Deise recebeu o apoio de diversos famosos. Ela passou por sessões de quimioterapia e raspou o cabelo durante o tratamento. Como forma de apoio, sua filha, Talita Cipriano, e Simone, uma das irmãs da cantora, também fizeram o mesmo.
Deise passou um mês se recuperando em sua casa, indo ao Instituto do Câncer para exames de rotina e retornos médicos. Após queda de imunidade constatada em alguns exames, a cantora voltou ser internada no mesmo hospital. Na manhã de segunda-feira do dia 11 de fevereiro de 2019, ela apresentou falta de ar, queda de pressão arterial, precisando ser sedada, o que levou ao óbito no dia seguinte.
Deise Cipriano morreu em 12 de fevereiro de 2019, no Instituto do Câncer de São Paulo Octavio Frias de Oliveira aos 39 anos. O velório ocorreu no Hall Monumental da Assembleia Legislativa de São Paulo. A cerimônia foi acompanhado por amigos, familiares e fãs da cantora. O corpo foi sepultado no Cemitério Valle dos Reis, em Taboão da Serra, na Grande São Paulo.

## Integrantes

### Formação atual
- Simone Cipriano (1996–presente)
- Suzete Cipriano (1996–presente)
- Katia Cipriano (1996–presente)

### Ex-integrantes
- Deise Cipriano (1996–2019; falecida)
- Sidney Cipriano (1996–2006; falecido)
- Sueli Cipriano (1999–2016)
- Celinho Cipriano (1996–2022)
- Célia Soul (Celinha) (1996–2006)

## Discografia

### Álbuns de estúdio
| Álbum                 | Detalhes                                                                                      | Vendas      | Certificações  |
| --------------------- | --------------------------------------------------------------------------------------------- | ----------- | -------------- |
| Fat Family            | - Lançamento: 26 de janeiro de 1998 - Formatos: CD, download digital - Gravadora: EMI         | - : 250.000 | - PMB: Platina |
| Fat Festa             | - Lançamento: 20 de setembro de 1999 - Formatos: CD, download digital - Gravadora: EMI        | - : 100.000 | - PMB: Ouro    |
| Pra Onde For, Me Leve | - Lançamento: 18 de setembro de 2001 - Formatos: CD, download digital - Gravadora: EMI        |             |                |
| Fat Family            | - Lançamento: 30 de outubro de 2003 - Formatos: CD, download digital - Gravadora: Sum Records |             |                |

### Coletâneas
| Álbum       | Detalhes                                                                               |
| ----------- | -------------------------------------------------------------------------------------- |
| Para Sempre | - Lançamento: 2001 - Formatos: CD, download digital - Gravadora: EMI                   |
| Identidade  | - Lançamento: 2002 - Formatos: CD, download digital - Gravadora: EMI                   |
| Retratos    | - Lançamento: 28 de Dezembro de 2004 - Formatos: CD, download digital - Gravadora: EMI |

### Singles
| Canção                       | Ano  | Álbum                 |
| ---------------------------- | ---- | --------------------- |
| "Jeito Sexy"                 | 1998 | Fat Family            |
| "Gulosa"                     | 1998 | Fat Family            |
| "Onde Foi que Eu Errei?"     | 1999 | Fat Family            |
| "Eu Não Vou"                 | 1999 | Fat Festa             |
| "Fat Family (We Are Family)" | 2000 | Fat Festa             |
| "Madrugada"                  | 2000 | Fat Festa             |
| "Oh, Happy Day"              | 2000 | Fat Festa             |
| "Fim de Tarde"               | 2001 | Pra Onde For, Me Leve |
| "Pra Onde For, Me Leve"      | 2002 | Pra Onde For, Me Leve |
| "Sem Parar"                  | 2002 | Pra Onde For, Me Leve |
| "Lilás"                      | 2003 | Fat Family II         |
| "Perhaps Love"               | 2004 | Fat Family II         |
| "Mexe Esse Pescoço Aí"       | 2016 | Mexe Esse Pescoço     |
| "Olha pra Mim"               | 2019 |                       |
| "Vibe Fat"                   | 2020 |                       |

### Trilha sonora de Novela
| Ano  | Novela             | Singles             |
| ---- | ------------------ | ------------------- |
| 1998 | Torre de Babel     | Onde Foi Que Errei? |
| 1999 | Louca Paixão       | Jeito Sexy          |
| 1999 | Andando nas Nuvens | Gulosa              |
| 2000 | Uga Uga            | Minha Timidez       |

## Filmografia

### Cinema
| Ano  | Filme         | Papeis       | Trilha sonora do filme          |
| ---- | ------------- | ------------ | ------------------------------- |
| 1999 | Xuxa Requebra | Fat Capangas | - Chegou a Festa - Mãe é uma só |

### Televisão
| Ano  | Seriado         | Papeis      |
| ---- | --------------- | ----------- |
| 1998 | Sai de Baixo    | Mendigos    |
| 1998 | Sandy & Junior  | Eles Mesmos |
| 1999 | Turma do Didi   | Eles Mesmos |
| 1999 | A Praça é Nossa | Eles Mesmos |
| 2000 | Turma do Didi   | Eles Mesmos |

## Prêmios e indicações
| Ano  | Prêmio                         | Categoria              | Resultado |
| ---- | ------------------------------ | ---------------------- | --------- |
| 1998 | Melhores do ano                | Revelação Musical      | Venceu    |
| 1998 | Planeta Xuxa                   | Grupo Revelação        | Venceu    |
| 1999 | Troféu Imprensa                | Melhor música          | Indicado  |
| 1999 | Multishow                      | Revelação              | Venceu    |
| 2002 | Prêmio Caras                   | Melhor Grupo           | Venceu    |
| 2004 | Prêmio Tim                     | Melhor Grupo           | Venceu    |
| 2004 | Prêmio Tim                     | Melhor Canção Popular  | Venceu    |
| 2004 | Prêmio Austregésilo de Athayde | Canção Popular         | Venceu    |
| 2012 | Prêmio mães de Sucesso         | Mães de Sucesso        | Venceu    |
| 2012 | Troféu de Ouro                 | Grupo musical          | Venceu    |
| 2014 | Troféu de Ouro                 | Grupo musical          | Indicado  |
| 2017 | Prêmio Gigantes da Ecologia    | Oscar do meio ambiente | Venceu    |

## Turnês
- The Fat Family Tour (1998-1999)
- Turnê Fat Festa (1999-2001)
- Por Onde For a Turnê (2001-2003)
- The Fat Family Tour: II You (2003-2005)
- Fat 20 Anos (2016-2018)
- Fat 25 Anos (2023-presente)